# 朱翰臣
朱翰臣（1537年—？），字學甫，號東湋，山東平山衛旗籍直隸揚州府泰興縣人，明朝政治人物。

## 生平
嘉靖三十七年（1558年）戊午科山東鄉試第五十二名舉人，萬曆二年（1574年）中式甲戌科會試第二百八十八名，三甲第一百零八名進士。

## 家族
曾祖朱海，壽官；祖父朱景；父朱繡，省祭官。母劉氏。慈侍下。弟朱守臣、朱輔臣、朱藩臣。